# Hashim Thaçi
Pour les articles homonymes, voir Thaçi.
Hashim Thaçi (/ha.ˈʃim ˈθa.tʃi/), né le 24 avril 1968 à Skenderaj, au Kosovo, est un homme d'État kosovar. Il est président de la République du 7 avril 2016 jusqu'à sa démission le 5 novembre 2020.
En 1999, il participe à la fondation du Parti démocratique du Kosovo (PDK), branche politique de l'Armée de libération du Kosovo (UÇK). Selon un rapport de l'Assemblée parlementaire du Conseil de l'Europe, Hashim Thaçi était à la tête du groupe criminel de Drenica, suspecté notamment de trafic d'organes prélevés sur des prisonniers, principalement serbes, entre 1998 et 2000. Les autorités kosovares jugent ce rapport « infondé et diffamatoire »,, cependant le 26 juin 2020 le tribunal spécial pour le Kosovo (en) le met en examen pour crimes de guerre et crime contre l'humanité sur des victimes civiles serbes et albanaises modérées. Les charges relevées sont notamment le meurtre, la disparition forcée de personnes, la persécution et la torture.
Après la guerre, il s'inscrit pleinement dans le jeu politique kosovar. Il mène ainsi le PDK à la victoire aux élections législatives de novembre 2007 en devançant nettement la LDK de Fatmir Sejdiu. Surnommé « Le Serpent », il est nommé à 39 ans Premier ministre du Kosovo en janvier 2008. Il proclame le mois suivant l'indépendance du pays.
Les élections anticipées de 2010 confirment la première position du PDK, qui forme une coalition ou permettant la reconduction de Thaçi. Il n'en va pas ainsi aux élections de 2014, où la LDK d'Isa Mustafa le surclasse. LDK et PDK finissent par s'accorder au bout de six mois, et Hashim Thaçi est alors désigné ministre des Affaires étrangères dans le gouvernement de Mustafa.
Il est élu président de la République en février 2016 au troisième tour de scrutin, n'ayant pas rassemblé la majorité des deux tiers au cours des deux premiers votes. Il prend ses fonctions deux mois plus tard, abandonnant alors la direction de la diplomatie et du Parti démocratique.
Le 5 novembre 2020, il annonce sa démission à la suite de son inculpation par le tribunal spécial pour le Kosovo. Cette inculpation fait suite à l'enquête du tribunal sur les exactions de l'Armée de libération du Kosovo dont Hashim Thaçi était un dirigeant.

## Jeunesse
Hashim Thaçi est né dans une famille pauvre de la région de la Drenica, berceau du séparatisme albanais. Il suit des études de philosophie et d'histoire à l'université de Pristina, où il rejoint le Mouvement populaire du Kosovo (en), un groupe clandestin soutenu par le dictateur albanais Enver Hoxha jusqu'à sa mort en 1985. 
Au début des années 1990, Thaçi, alors un jeune montagnard, participe à la résistance passive aux autorités de Belgrade, alors que Slobodan Milošević vient de retirer au Kosovo, en 1989, le statut de province autonome de la république fédérale de Yougoslavie.
Condamné par contumace à 22 ans de prison pour terrorisme par un tribunal serbe, notamment pour une attaque en mai 1993 contre une patrouille de la police serbe, il rejoint en 1993 la diaspora albanaise en Suisse, où il étudie les sciences politiques.
Alors qu'Ibrahim Rugova poursuit une politique pacifiste de résistance au régime de Belgrade, et que les Albanais du Kosovo se radicalisent progressivement, Thaçi décide, en créant notamment l'UCK, de s'en prendre par la force aux forces de police, militaires ou albanophones pro-serbes mais aussi aux instances religieuses orthodoxes serbes, très nombreuses au Kosovo. Ce groupe radical fait ainsi exploser, dès novembre 1998, des églises ou monastères orthodoxes serbes, soumis au patriarche de Belgrade (Prikup). De Suisse, il organise un trafic d'armes, principalement achetées en Albanie, à destination du Kosovo.

## À la tête de l'aile politique de l'UCK
Il a 30 ans à peine quand il prend la tête de l'aile politique de l'Armée de libération du Kosovo (UCK), pendant l'été de 1998, qui lutte contre les forces du régime de Slobodan Milošević pendant la guerre du Kosovo (1998-1999). Il s'auto-proclame alors Premier ministre officieux du gouvernement provisoire du Kosovo, que Belgrade refuse de reconnaître. Soutenu par Washington et l'OTAN, l'UCK se renforce en 1997 pour contrôler en mai 1998 un quart du territoire du Kosovo[réf. nécessaire]. Thaçi écarte, lors du conflit, les islamistes étrangers (Saoudiens, Iraniens) qui tentaient de s'imposer au Kosovo comme ils l'avaient fait en Bosnie au début des années 1990.
Éliminant ses rivaux au sein de l'UCK, il place des proches aux postes clés du gouvernement. À la tête de la délégation des indépendantistes kosovars lors de la conférence de Rambouillet (1999), il s'affirme comme modéré au sein de l'UCK, ce qui lui vaut le soutien de Washington. Il est néanmoins remarqué par la secrétaire d'État Madeleine Albright en raison de son refus de signer un accord ne prévoyant pas explicitement un référendum d'indépendance.
On le soupçonne d'avoir ordonné, en 1997-1998, un certain nombre d'assassinats contre ses rivaux en conjonction avec les services secrets albanais, dont le journaliste Ali Uka, mort en juin 1997 ; Ilir Konushevci, tué en avril 1998 quelques jours après avoir accusé Thaçi de profiter personnellement du trafic d'armes à destination de la guérilla ; ou Ahmet Krasniqi (sq), dirigeant des Forces armées de la République du Kosovo (en), un groupe paramilitaire rival de l'UCK soutenu par Bujar Bukoshi, Premier ministre en exil du gouvernement d'Ibrahim Rugova. Thaçi tout comme James Rubin, le porte-parole du département d'État américain, ont nié cela, Rubin affirmant qu'il n'avait aucune preuve d'un « programme d'assassinats ou d'exécutions dirigé par le commandement » de l'UCK. Bujar Bukoshi affirmait quant à lui que « les cadavres n'avaient jamais été un obstacle dans la carrière de Thaçi ». 
Après l'échec des pourparlers de Rambouillet, la campagne des bombardements de l'OTAN, le départ des forces serbes du Kosovo et l'installation de la mission de l'ONU au Kosovo (Minuk), Hashim Thaçi est élu membre du Conseil administratif intérieur de la province. À partir de 1999, il devient un des interlocuteurs privilégiés de Washington et des États de l'Union européenne, et condamne en 2001 les émeutes albanaises au sud de la Serbie et en Macédoine. L'année suivante, son rival, Ibrahim Rugova, est élu président du Kosovo.

## Activités criminelles alléguées
Hashim Thaçi a été accusé d'avoir financé les activités de l'UCK en participant à un trafic d'héroïne et de cocaïne à destination de l'Europe de l'Ouest.
En juin 2003, il est arrêté à l'aéroport de Budapest, sur la base d'un mandat d'arrêt international lancé par Belgrade, puis libéré après une intervention du ministère des Affaires étrangères français.
Selon un projet de rapport rédigé par Dick Marty, membre de la commission des questions juridiques et des droits de l'Homme de l'Assemblée parlementaire du Conseil de l'Europe, publié le 12 décembre 2010, il aurait été impliqué à cette époque dans un trafic d'organes prélevés sur des prisonniers serbes. Ceux-ci étaient gardés dans des camps spéciaux par une organisation appelée Groupe de Drenica et tués pour que leurs organes soient prélevés et vendus sur un marché noir international. Bien qu'on ait avancé que ce projet de rapport ne serait examiné en séance plénière qu'à la fin du mois de janvier 2011, il a été adopté par le Conseil de l'Europe dès le 26 décembre 2010. Le rapport est sévère pour les Nations unies et l'Union européenne qui « n'ont pas estimé nécessaire de procéder à un examen approfondi » de ces faits « en dépit des indices concrets au sujet de tels trafics au début de la décennie » .
Carla Del Ponte, l'ex-procureur du Tribunal pénal international pour l'ex-Yougoslavie, l'a également accusé, dans un livre publié en 2008 chez Feltrinelli, de s'être livré à des activités mafieuses, en particulier pour son implication dans un trafic international d’organes prélevés à des Serbes déportés et tués. Le Département fédéral des affaires étrangères (DFAE), dont dépend actuellement Carla Del Ponte, ambassadrice à Buenos Aires, s'est distancé de ces accusations, ainsi que madame Florence Hartman, ancien porte-parole de madame Del Ponte, qui a ainsi fustigé dans de nombreuses interviews « l’irresponsabilité » de l’ancienne procureur, qui présenterait « comme des faits avérés de simples hypothèses » tandis que l'organisation Human Rights Watch les a jugées « crédibles ». En 2010, ces accusations ont été reconnues comme vraisemblables, notamment par le Conseil de l'Europe, et par l'OTAN. Une enquête menée en parallèle par la justice serbe, estime le nombre de victimes à plusieurs centaines. La résolution adoptée à l’unanimité par la Commission de l’Assemblée parlementaire du Conseil de l'Europe demande justement que des enquêtes soient diligentées pour établir les preuves de ce trafic d'organes.
Thaçi pourrait être inculpé par un tribunal spécial basé à La Haye (Pays-Bas) mais de droit kosovar, chargé des crimes commis par la guérilla albanaise au Kosovo, dont il fut l'un des commandants. Ce tribunal est créé en 2017.
En juin 2020, les procureurs du tribunal spécial pour le Kosovo accusent le président kosovar de « crimes contre l'humanité et de crimes de guerre, y compris meurtre, disparition forcée de personnes, persécution et torture ». Hashim Thaci fait l'objet de dix chefs d'accusation. L'acte d'accusation avance que Hashim Thaçi, Kadri Veseli et les autres suspects accusés sont pénalement responsables de près de 100 meurtres.

## Carrière politique

### Président du Parti démocratique du Kosovo (PDK)
Après la création du Parti démocratique du Kosovo (PDK), il poursuit la lutte pour un Kosovo indépendant mais lance plusieurs appels au dialogue avec Belgrade et prône la tolérance ethnique[citation nécessaire].

### Premier ministre et indépendance du Kosovo
À la suite de la victoire du PDK aux élections législatives de novembre 2007, le président du Kosovo, Fatmir Sejdiu, le nomme Premier ministre en décembre. Il prend ses fonctions en janvier 2008, et déclare l'indépendance en février. Thaçi intègre plusieurs de ses opposants de la LDK au sein du gouvernement.

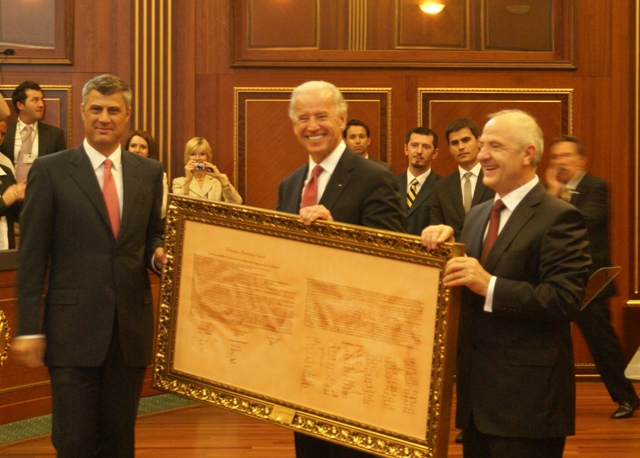
Joe Biden et Hashim Thaçi : Déclaration d'indépendance du Kosovo

À la veille de l'indépendance, il s'est efforcé de rassurer les Serbes restés au Kosovo après la guerre. « Nous créons une nouvelle réalité et une nouvelle perspective. Nous fermons la porte du passé et ouvrons celle de l'avenir. Le Kosovo est la patrie de tous les citoyens », a-t-il dit lors d'une visite dans un village serbe.

### Président de la République
Le 26 février 2016, il est candidat à l'élection présidentielle pour succéder à Atifete Jahjaga. Il obtient 50 voix sur 120 au 1er tour et 64 voix au 2e tour, alors que la majorité des deux-tiers du parlement est requise (80 suffrages sur 120). Au 3e tour, il est élu président de la République avec 71 voix, la majorité simple étant requise. Le scrutin s'est tenu malgré la tentative de l'opposition d'en empêcher le déroulement avec l'emploi de gaz lacrymogènes.
Hashim Thaçi est éligible pour un second mandat à l'élection présidentielle de 2021. Le 5 novembre 2020, cependant, il annonce sa démission à la suite de son inculpation en juin par le tribunal spécial de la Haye sur les crimes de guerre ayant eu lieu au cours de la guerre du Kosovo. Ancien chef politique de l'Armée de libération du Kosovo (UÇK), Thaçi est accusé d'être responsable d'une centaine de meurtres, de disparitions forcées, de persécutions et de tortures. Il déclare vouloir protéger par son retrait l'intégrité de la fonction présidentielle et du Kosovo, et se consacrer à sa défense, clamant son innocence.
Son gouvernement avait fait voter un budget de plus de quatre millions d'euros pour financer la défense des inculpés pour crime de guerre.

## Après la présidence
Le 6 novembre 2020, lendemain de sa démission de la présidence, il est transféré au centre de détention du tribunal spécial à La Haye,. Trois autres suspects sont accusés et placés en détention : l’ancien porte-parole de l’UCK Jakup Krasniqi, un des plus proches alliés politiques de Thaçi, Kadri Veseli, ancien patron du renseignement de la guérilla, ainsi qu’une des figures marquantes de l’UCK, Rexhep Selimi. Inculpé pour crimes de guerre et crimes contre l’humanité, Hashim Thaçi plaide non coupable le 9 novembre 2020.